# 嵐山みちる
嵐山 みちる（あらしやま みちる、1983年 -）は、日本のAV監督。映画監督。2008年デビュー。

## 来歴
- 2007年、h.m.pに入社[1]。
- 2008年、AV監督デビュー。
- 2012年、ビデオ・ザ・ワールドが選ぶ、新人監督賞を受賞[要出典]。
- 2013年、カンパニー松尾監督作品『テレクラキャノンボール 2013 賞品は神谷まゆと新山かえで』『裏テレクラキャノンボール 2013 女達のキャノンボール それぞれの朝』に出演。
- 2014年、女性向けAVレーベル eS（エス）を始動。
- 2015年10月、h.m.p を退社[2]。
- 2021年に、AV監督・紋℃が経営するAV製作会社・BONOに所属[2]。

## 人物
- 京都府生まれ[要出典]。
- テレビ業界出身で、野球中継などを担当していた[1][2]。
- 可愛い単体女優を誰よりも可愛く映す[2]。
- もうひとつの路線は、熟女のドキュメントもの[2]。
- オフタイムの楽しみは風俗[2]。
- 毛フェチで、股間の剛毛や背中の産毛が好き[3]。
- 腋のにおいが好きで、ワキガが超最高。背中や腕の汗疹のブツブツも好き[3]。
- 乳輪がデカイのも好き[3]。

## 監督作品

### シリーズもの
- 職場にナイショでAVに出たオンナたち（h.m.p、2009年）
- 私がAVに出た理由 デビュー前に撮影されたテスト撮り（h.m.p、2009年）（乙井なずな、雪乃ほたる、雨音レイラ、夢咲ほのか、白咲舞）
- 完全素人を1年間で48人中出しできるか挑戦！履いてたパンツもついでにGET !!（h.m.p、2009～2010年）
- 素人（裏）ワーク（h.m.p、2009～2010年）
- 熟女専科（カマタ映像、2010年）
- 都合のいいカラダ（h.m.p、2010～2014年）（星沢なな、佐倉カオリ、篠原杏、綾音ゆりあ、堀江クララ、さとう遥希、神谷まゆ、MIYABI、白石マリエ、青山未来）
- イケナイ情事（h.m.p、2011年）（北川瞳、沙羅）
- 処女宮（h.m.p、2011～2014年）（神谷まゆ、星野ナミ、白石マリエ、浅倉愛）
- Hello♪（h.m.p、2012年）（葉山めい、神谷まゆ）
- 性交覚醒（h.m.p、2012～2015年）（夏目りょうこ、紀崎りおな、宮崎夏帆、青山未来、かすみ果穂）
- GOSSIP BOYS（eS、2014年）（しみけん、森林原人、黒田悠斗、ぽこっしー、藍井優太、初美沙希、水原さな、高木愛美）
- 世界素人生ハメ紀行 ～海の向こうは生ハメ生汁中出しだらけ～（ハイカラ/妄想族、2016年）

### 単発もの（主な作品）
2009年
- 最高級ドM 失禁×号泣×凌辱　星アンジェ（h.m.p、2009年3月21日）
- レイラ様、欲情。美女と唾液と言葉責め　雨音レイラ（h.m.p、2009年8月21日）
- Graduation 卒業 ヒストリーオブ 明日花キララ（h.m.p、2009年9月21日）
- 私、こんなセックスが好き。　亜希菜（h.m.p、2009年11月21日）
- Super Bitch Kirari 上から目線ないまどきギャルをダマしてガチハメ！　キラリ（h.m.p、2009年12月21日）

2010年
- 亜希菜ハウスへようこそ！愛し愛されファン感謝祭♪（h.m.p、2010年2月21日）
- 羅生門　雫パイン（h.m.p、2010年3月21日）
- 秋山祥子×完全オフ日の自由すぎるセックスが見たい。（h.m.p、2010年3月21日）
- トリプルキャスト 渡る世間は変態ばかり　亜希菜（h.m.p、2010年3月21日）
- 超ムラムラする美尻で顔面騎乗&騎乗位　水野つかさ（h.m.p、2010年4月21日）
- 熱烈リクエスト!! 亜希菜にこんなエッチをやらせたい!! 4時間（h.m.p、2010年4月21日）
- つかさのウイークリーマンション　水野つかさ（h.m.p、2010年5月21日）
- NUDY LINE 美脚×美尻×フェチカメラ　佐倉カオリ（h.m.p、2010年6月21日）
- M男クンにやさしい痴女 キミのイクとこ見せてごらん　雫パイン（h.m.p、2010年6月21日）
- 巨乳痴女Gカップ!! わがまますぎる腰フリ　相澤リナ（h.m.p、2010年10月1日）

2011年
- 野蛮セックスが好き　仁科百華（h.m.p、2011年3月4日）
- 小悪魔ボディ完全攻略カメラ おっぱい&桃尻ぜんぶ見せます　愛原さえ（h.m.p、2011年6月3日）
- 巨乳秘宝嘔吐イラマ×純愛パイズリ×鬼ディルド　百花エミリ（h.m.p、2011年7月1日）
- 巨チン中出し初体験　篠原杏（h.m.p、2011年11月4日）

2012年
- 魅惑のヒップライン　堀江クララ（h.m.p、2012年2月3日）
- 隣のヤリマン女子大生　美咲あかり（h.m.p、2012年6月1日）
- SEXUAL　星野ナミ（h.m.p、2012年9月7日）
- 神谷まゆと恋人になれる世界（h.m.p、2012年9月7日）

2013年
- 誕生　春乃千佳（h.m.p、2013年4月5日）
- 朝まで飲酒SEX　神谷まゆ（h.m.p、2013年8月12日）
- 絶対ボディ☆フェチ　藤本奈央（h.m.p、2013年11月1日）

2014年
- おっぱいの揺れが世界一美しいFカップ娘デビュー　長谷部ゆい（h.m.p、2014年1月1日）
- アサクラハウス　浅倉愛（h.m.p、2014年4月4日）
- 美脚OLガニ股下品セックス　佐伯ゆきな（h.m.p、2014年4月5日）
- 唾液ダラダラ・マン汁ヌルヌル糸引きセックス　宮崎夏帆（h.m.p、2014年5月2日）
- 隣のヤリマンぽちゃムチ女子大生　長谷部ゆい（h.m.p、2014年5月2日）
- 感じ過ぎる美尻。丁寧すぎるフェラ。イキすぎるオ○○コ。　佐伯ゆきな（h.m.p、2014年7月4日）
- ムラムラし過ぎるメガネ腐女子の呆れたマゾ妄想　舞園かりん（h.m.p、2014年11月7日）

2015年
- 淫モラル 凄いクビれのエロ巨尻を規格外のデカチンで24時間ハメまくり！　神ユキ（h.m.p、2015年9月4日）
- 現役女子大生AVデビュー ～いまどきのハタチの突き抜けたセックスはエロかった　西野しおり（h.m.p、2015年5月1日）

2016年
- 鬼イカセ　尾上若葉（ケイ・エム・プロデュース、2016年1月8日）
- 中出し自宅援交　初美沙希（h.m.p、2016年5月6日）
- 新人No.1 STYLE あかり美来 AVデビュー（S1 No.1 STYLE、2016年5月7日）
- 無限大の絶頂FUCK さよならアイポケ！最後のオーガニズム！　吉澤友貴（アイデアポケット、2016年6月1日）
- セックスに目覚めた母乳M妻(19才)　岸田杏里（えむっ娘ラボ、2016年7月25日）
- 常に濡れ透けのピンク乳首おっぱいで男を挑発するズブ濡れっ娘　鈴木心春（kawaii、2016年7月26日）
- 女子校生放課後中出しセックス『おじさんのネチネチセックス大好き...』　椎名そら（h.m.p、2016年8月5日）
- 夫が出勤したあとで...　二階堂ゆり（マドンナ、2016年8月7日）

他多数

### 劇場映画
- チェーン・ラブ（2014年）※AV作品の再編集版[4]
- 劇場版　東京女子プロレス　爆音セレナーデ（2015年12月19日）[5]

## 出演作品

### 劇場映画
- 劇場版 BiSキャノンボール 2014（2015年2月7日、スペースシャワーネットワーク）[6]
- 身体を売ったらサヨウナラ （2017年7月1日公開、エクセレントフィルムズ） - インタビュー出演
- 劇場版 アイドルキャノンボール2017（2018年2月3日、日活）[7]
- 劇場版 おうちでキャノンボール2020（2022年3月26日、ハマジム）[8]